# Blackbolbus bispinicollis
Blackbolbus bispinicollis är en skalbaggsart som beskrevs av Lea 1919. Blackbolbus bispinicollis ingår i släktet Blackbolbus och familjen Bolboceratidae. Inga underarter finns listade.